# Silent Hill (gra komputerowa)
Silent Hill – gra należąca do gatunku survival horrorów, która zapoczątkowała serię Silent Hill, będąca zarazem debiutem japońskiego studia deweloperskiego Team Silent. Została wydana w 1999 roku na platformę PlayStation, najpierw w USA, potem w Japonii i Europie.
Akcja gry została umiejscowiona w tytułowym fikcyjnym mieście znajdującym się w Stanach Zjednoczonych. Mgła oraz ciemność charakteryzujące miasteczko znajdują uzasadnienie nie tylko w budowaniu napięcia i atmosfery, ale również we względach technicznych – konsola PlayStation nie byłaby w stanie obliczeniowo podołać środowisku 3D zastosowanemu w Silent Hill, gdyby nie ograniczenie ilości wyświetlanych obiektów przez mgłę i mrok. Atmosfera gry, jak też inne jej elementy, zostały przejęte z filmu Drabina Jakubowa, zaś poszczególne ulice miasteczka Silent Hill noszą nazwy pochodzące od pisarzy horrorów. Za oprawę audio odpowiada Akira Yamaoka, który stworzył ścieżkę dźwiękową łączącą ambient z agresywnymi industrialnymi brzmieniami.
Jednymi z najważniejszych elementów wyposażenia głównego bohatera gry są zepsute radio alarmujące o obecności potworów oraz kieszonkowa latarka płaska.

## Fabuła

### Streszczenie
Fabuła skupia się na losach Harry’ego Masona, który wraz z adoptowaną córką Cheryl wybiera się na wakacje do tytułowego miasteczka. Na drodze wjazdowej do Silent Hill dochodzi do wypadku, w wyniku którego Harry rozbija swój samochód. Kiedy po jakimś czasie odzyskuje przytomność, okazuje się, że Cheryl zaginęła, a miasto jest opuszczone i całkowicie spowite grubą mgłą. Protagonista rusza na poszukiwanie dziewczynki i dość szybko zauważa we mgle postać zdającą się być jego córką. Nie reaguje ona jednak na wołanie ojca, wręcz przeciwnie – zaczyna uciekać i prowadzi podążającego za nią Harry’ego do jednej z wąskich alejek. Gdy tylko dziewczynka znika za furtką z tablicą ostrzegającą o groźnym psie, zaczynają się dziać niepokojące wydarzenia. Wpierw Harry odnajduje szczątki psa. Chwilę potem odzywają się przeraźliwe syreny alarmowe, a miasto pogrąża się w nienaturalnym mroku. Mimo to bohater kontynuuje poszukiwania córki, coraz to bardziej zagłębiając się w koszmar, aż dochodzi do ślepego zaułku, w którym zostaje zaatakowany przez grupę potworów.

### Zakończenia
Pierwsza część Silent Hill oferuje pięć zakończeń – cztery główne (wartościowane na lepsze i gorsze) oraz żartobliwe zakończenie UFO. Główne zakończenia zależą od dwóch czynników:
- wyniku walki z Cybil na karuzeli w Lakeside Amusement Park – czy zostanie zabita, czy przeżyje w wyniku użycia na niej czerwonego płynu znalezionego w szpitalu (aglaophotis)
- obecności doktora Kauffmanna podczas finalnej konfrontacji Harry’ego z Dahlią. Żeby lekarz pojawił się w tym momencie rozgrywki, Harry musi uratować go w Annie’s Bar oraz sprowokować do zabrania fiolki z czerwoną substancją (aglaophotis) z garażu w motelu.

Zakończenie UFO dostępne staje się dopiero po ukończeniu gry z zakończeniem opisanym jako GOOD+. W tym wypadku, przy ponownym podejściu do gry będzie dostępny tzw. Chanelling Stone, którego użycie w odpowiednich miejscach zaowocuje otrzymaniem zakończenia UFO.
Zakończeniem kanonicznym pierwszej części Silent Hill jest GOOD, w którym Harry wydostaje się z miasta z niemowlęciem, a Cybil ginie na karuzeli. Wprawdzie scenarzysta Hiroyuki Owaku stwierdził, że los Cybil jest pozostawiony wyobraźni gracza, ale co najmniej cztery argumenty zdają się podważać możliwość GOOD+ jako zakończenia ortodoksyjnego:
- Harry dowiaduje się o właściwościach aglaophotis dopiero po walce z Cybil – czytając odpowiednią książkę w Nowhere, a następnie (w przypadku zakończeń GOOD i GOOD+) obserwując efekty jej użycia na żywo.
- Wisiorek, który posiada Heather w Silent Hill 3, zawiera skrystalizowany aglaophotis. Z kolei, jeśli Harry użyje cieczy podczas walki z Cybil, da się zauważyć, że cała butelka zostaje opróżniona, a następnie znika z ekwipunku.
- Cybil nie zostaje ani razu wspomniana w Silent Hill 3[8]. Możliwe, że Harry wolał zupełnie pominąć jej obecność w relacji swoich przeżyć w mieście, aby nie być zmuszonym do wspomnienia faktu, iż zginęła ona z jego ręki.
- Jeden z bohaterów Silent Hill: Homecoming – Wheeler – wspomina, że w Silent Hill zaginęła policjantka z Brahms, co bez wątpienia odnosi się do Cybil[9]

## Głosy
| Aktor           | Postać                        |
| --------------- | ----------------------------- |
| Michael G       | Harry Mason                   |
| Susan Papa      | Cybil Bennett                 |
| Liz Mamorsky    | Dahlia Gillespie              |
| Jarion Monroe   | Dr. Michael Kaufmann          |
| Thessaly Lerner | Lisa Garland                  |
| Sandra Wane     | Cheryl Mason Alessa Gillespie |